# Likvidita
Likvidita je ekonomický, přesněji finanční termín, jehož definice je vzhledem k jeho šíři poměrně problematická. Pojem likvidita se dá vyjádřit různě, podle toho v jakém kontextu se používá. Význam likvidity lze zjednodušeně pochopit z anglického liquid, které můžeme přeložit jako tekutý, kapalný. V tomto kontextu vlastnost likvidní znamená, že je něco rychle přeměnitelné typicky na peníze (hotovost); resp. obecně na jakýkoli jiný druh majetku, kde peníze mohou, ale také nemusí, být prostředníkem pro přenos přeměňované hodnoty: Například když na burze je cílem především uzavření pozice, která však na nelikvidním trhu nemusí být momentálně zobchodovatelná z důvodu nedostatku protinabídek dané komodity, a ne pro nedostatek peněz.
Pojem likvidita lze definovat z různých hledisek.
1. V užším slova smyslu pak bývá uvažována tzv. absolutní likvidita, neboli likvidnost, což je schopnost různých aktiv přeměnit se rychle a bez větších ztrát v peníze a tím firmě posloužit k úhradě závazků[1]. Likviditu lze tak chápat jako vlastnost majetku (aktiv). Majetek s touto vlastností může být prodán bez poklesu své tržní ceny (neexistuje tlak na cenu) a rychle při stávající tržní ceně.[2] Zjednodušeně lze říci, že majetek, který je likvidní, je snadno obchodovatelný.
2. Likviditu lze definovat také jako míru schopnosti podniku přeměnit svá aktiva na peněžní prostředky a těmi krýt včas, v požadované podobě a na požadovaném místě všechny své splatné závazky, a to při minimálních nákladech.[2] Likvidita je v tomto smyslu otázkou míry a času, jak je subjekt schopen dostát svým závazkům.[3] Likvidita se v tomto případě měří pomocí ukazatelů z finanční analýzy. Likvidita je pak z pohledu finanční analýzy poměrový ukazatel, který lze definovat jako momentální schopnost uhradit splatné závazky[4]. Z hlediska firmy pak bývá uvažována jako schopnost firmy získat prostředky pro úhradu svých závazků přeměnou jednotlivých složek majetku do hotovostní formy před splatností závazků krytých těmito složkami[1]. V takovém případě se hovoří o likviditě v širším slova smyslu[5]. Zjednodušeně pak lze říci, že likvidita je schopnost firmy dostát svým finančním závazkům[6]. Z uvedených definic je patrné, že přeměna těchto prostředků má sloužit výhradně k zajištění solventnosti[7]. Lze ji tak považovat za krátkodobou platební schopnost firmy[8], jinak také nazývanou jako krátkodobou solventnost[9], což se projevuje v tzv. analýze platební schopnosti a analýze zadluženosti. Pojem solventnost s pojmem likvidita bezprostředně souvisí. Existuje přímá závislost mezi pojmy solventnost a likvidita, nicméně není možné je v podstatě zaměňovat. Vzájemná závislost pojmů je tak nejjednodušším způsobem vysvětlitelná na větě, že podmínkou solventnosti je likvidita.[10]
3. Pojem likvidita se zjednodušeně používá jako synonymum pro disponibilní peněžní prostředky.[2]
4. Z hlediska makroekonomie je pak tento pojem užíván v rámci burz a obchodů mezi centrální bankou s bankami, kdy centrální banka pomocí repo operací vykupuje za určitých podmínek přebytek likvidity bank[11]. Z makroekonomického hlediska se pak hodnotí likvidita celého trhu přes burzovní likviditu a dále likvidita peněz a jiných směnných prostředků.

## Historické chápání likvidity
Historicky lze říci, že problémy spojené s likviditou začalo lidstvo řešit až s rozvojem kapitalismu, neboť dřívější systémy se opíraly o zemědělství, které v tu dobu nebylo schopno vyprodukovat tolik, aby tento problém nastal. Ve starověkém Řecku sice Xenofon objevil, že zboží musí být schopno projít směnou, což je základní předpoklad uvědomění si likvidity, ale další pokrok v tomto směru nebyl učiněn, především protože nedošlo ke ztotožnění bohatství a peněz. První, kdo spojil bohatství a peníze byli merkantilisté, kteří vyřešili odpověď na otázku co je bohatství. Tím, že přiřadili penězům tuto roli, narazili i na problém likvidity.
První kdo se problematice likvidity výrazněji věnoval byla tzv. Keynesiánská škola, která vyslovila teorii preference likvidity a dále tzv. past na likviditu. Preference likvidity je teorie Johna Keynese, která ve svých důsledcích znamená, že úrok je pouze peněžní a nikoli kapitálový jev, z tohoto názoru vyvodil závěry, které ovlivnily řadu ekonomů, později byla tato teorie doplněna J. Tobinem, který odstranil některé zásadní nedostatky. Tuto teorii kriticky zhodnotil Milton Friedman a spolu s dalšími monetaristy dal základ moderní teorii držby peněz.

## Analýza likvidity
Likvidita se zjišťuje pomocí tzv. analýzy likvidity z rozvahy firmy. Při ní se pomocí poměrů mezi určitými druhy majetků a závazků zjistí koeficient neboli ukazatel likvidity. Analýza likvidity tak musí probíhat jednak na základě ukazatele likvidity a jednak na základní (elementární) úrovni. Na elementární úrovni pak vychází z horizontální analýzy rozvahy a na základě vertikální analýzy aktiv z hlediska jejich likvidnosti. V úvaze o likvidnosti aktiv je likvidnost větší, čím kratší je doba jeho zpeněžení a čím menší je finanční ztráta přitom realizovaná, přičemž preference rychlosti či ztrátovosti záleží na konkrétní situaci a zaměření analýzy. V podnikové ekonomii se pak za nejlikvidnější a bezztrátové považují měnové agregáty skupiny M1, tedy v podstatě peníze, nejnižší likviditu má pak majetek ve formě realit. V obecné rozvaze se pak projeví i pohled na účelnost využití aktiv, protože hromadění aktiv, za účelem zvýšení likvidity je v rozporu se zájmy podniku, neboť nevýnosně váže prostředky a může i ukazovat na snahu oklamat nějakou organizaci (banku či investora).

### Ukazatele likvidity
Likviditu lze počítat podle několika způsobů, které se odlišují tím co všechno do ni započteme, což samozřejmě odlišuje její vypovídající hodnotu. Pojmenování těchto stupňů není zcela standardizováno a i v odborné literatuře se lze setkat s několika názvy. Nejobvykleji jsou uvažovány základní tři stupně, zcela výjimečně je první stupeň vynechán. Výpočty těchto ukazatelů vycházejí výhradně z účetnictví.
Likvidita bývá uvažována jako poměr, tzn. vyjadřuje poměr mezi aktivy směnitelnými za peníze a pasivy, někdy je tento zlomek vyjádřen procenty. Tyto ukazatele pak vyjadřují jakou část krátkodobých závazků nějakým způsobem kryjí konkrétní likvidní aktiva.
Tyto ukazatele jsou pak, z hlediska analýzy, chápány jako krátkodobý pohled na solventnost firmy a díky tomu, že vycházejí z možností firmy uhradit své krátkodobé závazky, jsou zároveň měřítko krátkodobého rizika.
1. Ukazatel peněžní likvidity (též likvidita prvního (či I.) stupně, někdy též okamžitá likvidita, univerzálněji a v běžné praxi se používá anglický termín cash ratio, hotovostní poměr), je vypočítána jako poměr mezi hotovostí a krátkodobými závazky, za hotovost jsou považovány peníze na účtech a v pokladně, ceniny, cenné papíry atp. Pro firmy s běžným provozem se doporučuje, aby hodnota tohoto ukazatele kolísala mezi deseti a dvaceti procenty[18][19], někdy bývá doporučováno, aby tato hodnota neklesala pod dvacet procent. Jelikož tento poměr vypovídá pouze o tzv. finančním majetku je třeba jeho výsledky interpretovat v dalších souvislostech.
2. Ukazatel pohotové likvidity (též likvidita druhého (či II.) stupně, běžně se užívá anglický termín quick ratio, rychlý poměr) je poměr mezi tzv. pohotovými oběžnými aktivy a krátkodobými závazky. Termín pohotová oběžná aktiva zahrnuje oběžná aktiva po odečtu zásob a nedobytných pohledávek. Dojde tak k rozšíření likvidních prostředků o krátkodobé pohledávky. U krátkodobých pohledávek je třeba hodnotit jejich datum splatnosti, hodnocení probíhá tak, že se jejich část nepočítá, nejčastěji se počítají přibližně podle tohoto klíče: vyloučí se pohledávky se splatností větší než rok, dále se vyloučí zhruba 80 procent pohledávek, splatné v období mezi půl rokem až rokem, zhruba polovina pohledávek mezi třemi měsíci a půl rokem a třetina pohledávek splatná do tří měsíců. U splatnosti kratší než měsíc se zpravidla do okamžité hotovosti počítá devadesát a více procent pohledávky, pokud není z důvodu nesolventnosti plátce považována za nedobytnou. Za optimální výsledek je považován poměr 1:1. Tento poměr je v praxi nejpoužívanější, protože eliminuje nevýhody likvidity III. stupně a zároveň zachovává jeho výhody.
3. Ukazatel běžné likvidity (likvidity třetího (či III.) stupně, current ratio, working capital ratio, běžný poměr) je poměr mezi oběžnými aktivy a krátkodobými závazky splatnými do jednoho roku. Tento ukazatel tak vyjadřuje kolikrát je firma schopna uspokojit své věřitele, v případě, že by se veškerá oběžná aktiva v daném okamžiku proměnila na hotovost. Z aktiv však musí být vyloučeny neprodejné zásoby. Za ideální je považována hodnota 2:1, což znamená, že jednotku krátkodobých závazků kryjí dvě jednotky oběžných aktiv. Za dostatečné krytí je považován jakýkoli výstup přesahující hodnotu 1,5[20] Finanční analýza zvažuje i další faktory, proto za ideální uvažuje rozmezí mezi 1,5 a 2[21] Slabinou tohoto ukazatel je jeho závislost na struktuře zásoby, což pro některá průmyslová odvětví nutně znamená horší výsledek.

Tyto ukazatele nelze považovat za dogma a samy o sobě, bez návazné analýzy mají poměrně malou vypovídací hodnotu, neboť jednak pro jednotlivé druhy firem existuje celá řada specifik, která je nutí tento obecný poměr narušovat. Dalším narušením je celková ekonomická situace v daném regionu, recese obecně likviditu zvyšuje a naopak v případě konjunktury likvidita klesá, neboť závazky narůstají více a rychleji než oběžná aktiva.
Věřitelé logicky vyžadují co nejvyšší likviditu, nicméně zase dlouhodobě vysoká likvidita ukazuje, že kvůli neefektivnímu (resp. neproduktivnímu) vázání finančních prostředků došlo k narušení provozního (nejčastěji výrobního) procesu firmy. Zjednodušeně pak platí, že vyšší likvidita snižuje nejen nebezpečí platební neschopnosti, ale i výkonnost a tím i výnosnost firmy.
Tyto ukazatele jsou doplňovány dalšími ukazateli zejména tzv. ukazateli likvidity z cash-flow (peněžní tok), které jsou zároveň i ukazatelem zadluženosti. Velmi důležitým doplňkovým ukazatelem, jsou ukazatelé zadluženosti, které v kombinaci se základními ukazateli mají značnou vypovídací hodnotu o zdraví firmy.

## Likvidita u obchodních bank
Velmi specifickým oddílem je likvidita obchodních bank, kde problematika spočívá v tom, že banky ze své podstaty mají jiný vztah k penězům, než jiné firmy, neboť peníze jsou pro banku vlastně zboží. Likvidita banky je tedy definována jako schopnost banky dostát v každém okamžiku svým splatným závazkům, vyplatit klientům všechny jejich vklady na základě sjednaných podmínek, dále pak schopnost banky zajistit financování svých aktiv. Z podstaty bank a definice likvidity vyplývá skutečnost, že likviditu bank lze sledovat buď na straně aktiv, nebo pasiv.
Jelikož pro banku je obchodním artiklem nejlikvidnější zboží – tedy peníze, vzniká u ní tzv. likvidní riziko, jehož nebezpečí spočívá v tom, že v případě narušení likvidity, mohou klienti banky hromadně požadovat vyplacení svých peněz, což může banku dovést až k bankrotu. Toto riziko lze v zásadě rozdělit na tzv. riziko financování tj. riziko ztráty v případě momentální platební neschopnosti banky a tzv. riziko tržní likvidity, které stojí na možnosti finanční ztráty v případě malé likvidity trhu finančními nástroji.
Z tohoto důvodu banka potřebuje tato rizika řídit, pro tuto činnost je nutno tato rizika měřit, sledování likvidity bank běžnými nástroji je však zcela nemožné, protože běžné nástroje uvažují o prodeji zásob atp. dále považují peníze za nevýnosné, protože firma má jiné výrobní cíle. U bank lze měřit likviditu metodicky buď na principu stavových veličin, či pomocí metod založených na cash flow. Obě tyto metody jsou poměrně náročné a mají své výhody a slabiny, proto se zpravidla volí jejich kombinace. Principem a problémem těchto měření je především nutnost zvolit správnou strategii nejen měření, ale zapracovat ji i do fungování banky.
Obchodní banky v ČR povinně podávají ČNB měsíční přehled o své likviditě. Tento výkaz bývá ověřován i auditory v rámci auditu účetní závěrky banky, čímž se likvidace stává nejen nástrojem kontroly, ale i regulace obchodních bank národní bankou.

## Investiční trojúhelník
Likvidita investice označuje míru, s jakou lze dané aktivum přeměnit na hotovost bez výrazné ztráty na jeho hodnotě.[zdroj?] Vysoce likvidní aktiva lze snadno a rychle prodat za tržní cenu, zatímco méně likvidní aktiva vyžadují více času, úsilí nebo mohou být prodána se ztrátou.
Likvidita investice se pojí s dalšími dvěma aspekty investic– výnosem a rizikem. Dohromady tvoří tzv. investiční trojúhelník, který ukazuje vztah mezi těmito třemi faktory. Princip magického trojúhelníka říká, že není možné dosáhnout ideální investice (není možné získat maximální výnos v maximálně bezpečné investici, kterou bude možné okamžitě prodat a proměnit v hotové peníze).[zdroj?]